# 1981

## Події

### Січень
- 1 січня — Греція вступає в Європейську економічну спільноту, яка пізніше перетвориться на Європейський Союз
- 20 січня — початок президентства в США Рональда Рейгана
- 25 січня — Цзян Цін (дружина Мао Цзедуна) засуджена до страти у Китайській Народній Республіці (пізніше страту замінили довічним ув'язненням)

### Лютий
- 8 лютого — 20 фанів Олімпіакоса та 1 фан AEK Афіни — гинуть, та ще 54 зазнають травм внаслідок тисняви на стадіоні Георгіос Караїскакіс у Піреї, імовірно внаслідок того, що сьома брама не відчинилася одразу ж після гри.
- 24 лютого — сильний землетрус магнітудою 6.7 балів, стається у Афінах, наслідками якого є 22 вбитих, 400 поранених, кілька знищених будівель, 4000 будинків, більшість з них — у Коринфі та близьких до нього містах — Лутракі, Кіато та Ксилокастро.

### Березень
- 17 березня — в Італії виявлена Масонська Ложа Propaganda Due
- 19 березня — 3 робітники загинули, ще 5 поранено в результаті тесту космічного шатлу Колумбія.
- 30 березня — замах на президента США Рональда Рейгана. Джон Гінклі робить постріл з-поза готелю у Вашингтоні, влучаючи президентові у груди.

### Квітень
- 1 квітня — впровадження літнього часу у Радянському Союзі
- 12 квітня — із космодрому на мисі Канаверал (штат Флорида) здійснено запуск першого у світі пілотованого повітряно-космічного апарата багаторазвого використання «Колумбія-1»

### Травень
- 13 травня — замах на Папу Римського Івана Павла ІІ, якого ледь не вбив турецький екстреміст Мехмет Алі Агджа, коли папа входив на Площу Святого Петра у Ватикані, аби звернутися до віруючих.

### Червень
- 5 червня — у Лос-Анджелесі, Каліфорнія, виявлено 5 гомосексуалів із вкрай рідкісною формою пневмонії, яку до цього помічали лише у пацієнтів із послабленим імунітетом (перші виявлені випадки СНІДу)

### Липень
- 29 липня — всесвітня телевізійна аудиторія із 700 мільйонів людей мала змогу спостерігати на живо за церемонією весілля Чарльза, принца Уельського та принцеси Діани у лондонському Соборі святого Павла.

### Серпень
- 1 серпня — розпочав роботу перший у світі цілодобовий музичний телеканал MTV
- 12 серпня — IBM представлений комп'ютер IBM Personal Computer (або модель 5150)

### Вересень
- 9 вересня — перше відзначання дня квадратного кореня
- 26 вересня — Боїнг 767 робить свій перший політ

### Жовтень
- 6 жовтня — вчинено успішний замах на президента Єгипту Анвара Садата

### Листопад
- 12 листопада — генеральний синод Англіканської церкви голосує за допущення жінок до священних санів

### Грудень
- 28 грудня — у Норфолку (Вірджинія) народжується перша американська «дитина із пробірки» — Елізабет Джордан Карр

## Народились
див. також Категорія:Народились 1981
- 1 січня — Младен Петрич, хорватський футболіст боснійського походження.
- 8 січня — Женев'єв Падалекі, американська акторка.
- 10 січня — Алан Бадоєв, український режисер, кліпмейкер та телеведучий.
- 15 січня — Pitbull, американський співак і продюсер.
- 22 січня — Паламарчук Василь Васильович, український письменник, юрист, військовослужбовець. (пом 2025)
- 25 січня — Аліша Кіз, американська співачка, піаністка, поетеса та композиторка.
- 28 січня — Елайджа Вуд, американський актор.
- 30 січня — Димитар Бербатов, колишній болгарський футболіст.
- 31 січня — Джастін Тімберлейк, американський співак
- 4 лютого  — Гордій Остапович, український спортсмен-мнемоніст, представник України на чемпіонаті світу зі спортивного запам'ятовування.
- 5 лютого — Нора Зегетнер, американська кіно- і телеактриса.
- 9 лютого — Том Гіддлстон, англійський актор.
- 11 лютого — Келлі Роуленд, американська співачка, акторка, модель.
- 17 лютого:
  - Джозеф Гордон-Левітт, американський актор, режисер, сценарист та продюсер.
  - Періс Гілтон, американська фотомодель, акторка, співачка, благодійниця
- 23 лютого — Джош Ґад, американський актор, комік та співак.
- 27 лютого — Джош Ґробан, американський співак, музикант, актор театру та кіно.
- 2 березня — Брайс Даллас Говард, американська актриса і режисер. Старша дочка режисера і актора Рона Говарда.
- 10 березня — Самюель Ето'о, камерунський функціонер та тренер, в минулому футболіст
- 12 березня — Олена Кот, українська телеведуча, журналіст.
- 12 березня — Чумаков Олексій, російський співак і музикант.
- 22 березня — Наталія Розинська, українська телеведуча.
- 28 березня — Джулія Стайлз, американська акторка.
- 12 квітня — Тоня Матвієнко, українська співачка.
- 13 квітня — Андрій (Хім'як), український греко-католицький єпископ
- 18 квітня — Олександр Дубінський, український журналіст, блогер, народний депутат України 9-го скликання.
- 19 квітня:
  - Дмитро Кулеба, український державний діяч, дипломат, Міністр закордонних справ України з 4 березня 2020.
  - Гайден Крістенсен, канадський актор і продюсер.
- 25 квітня — Феліпе Масса, бразильський автогонщик, пілот команди «Феррарі» Формули-1.
- 28 квітня — Джессіка Альба, американська акторка
- 30 квітня — Кунал Найар, англійський-індійський комік актор.
- 4 травня — Крупін Міша, український співак, музикант, автор пісень. Соліст гурту «Корупція».
- 5 травня — Крейг Девід, британський співак і автор пісень.
- 8 травня 
  - Олексій Потапенко (Потап), український музикант, продюсер.
  - Лілія Ребрик, українська акторка, телеведуча.
- 11 травня — Надія Савченко, український державний діяч, політик.
- 12 травня — Рамі Малек, американський актор кіно й телебачення єгипетського походження.
- 15 травня: 
  - Зара Тіндолл, найстарша онука британської королеви Єлизавети II та герцога Единбурзького Філіпа, донька принцеси Анни та її чоловіка, капітана Марка Філліпса.
  - Патріс Евра, колишній французький футболіст сенегальського походження
- 24 травня — Віктор Рубан, український спортсмен, олімпійський чемпіон зі стрільби з лука.
- 30 травня — Олександра Кольцова, українська співачка, композитор, учасник гурту «Крихітка».
- 7 червня — Анна Курнікова, російська тенісистка.
- 9 червня — Наталі Портман, ізраїльська та американська акторка.
- 10 червня — Наталія Валевська, українська співачка.
- 12 червня — Адріана Ліма, бразильська супермодель та акторка.
- 13 червня — Кріс Еванс, американський актор.
- 16 червня — Оксана Муха, українська співачка і скрипалька.
- 22 червня — Сергій Притула, український телеведучий, волонтер, громадський та політичний діяч.
- 24 червня — Руслан Мезенцев, український гімнаст, призер Олімпійських ігор.
- 28 червня — Мустафа Найєм, український політичний діяч, народний депутат України 8-го скликання.
- 29 червня: 
  - Марина Леончук, українська телеведуча, журналіст.
  - Козак Віталій Михайлович, український військовик, сержант Збройних сил України.
- 3 липня — Олександра Ніколаєнко, українська топ-модель, телеведуча та акторка. Міс Україна-2001.
- 5 липня — Катерина Монзуль, український футбольний арбітр.
- 12 липня — Ольга Горбачова, українська співачка, екс-солістка гурту «Арктика», телеведуча.
- 15 липня — Ференц Бернат, угорський гітарист, композитор, кандидат мистецтвознавства, посол миру
- 16 липня — Віктор Янукович (мол.), український політик і автогонщик, син колишнього президента України Віктора Януковича (пом. в 2015).
- 18 липня — Міхіль Гаусман, нідерландський актор і співак.
- 20 липня — Іван Крулько, український політичний та громадський діяч. Народний депутат України 8 та 9 скликань.
- 24 липня:
  - Саммер Ґлау, американська акторка.
  - Наїб Букеле, сальвадорський політик і державний діяч, бізнесмен, президент Сальвадору з 1 червня 2019 року.
- 29 липня — Фернандо Алонсо, іспанський автогонщик, дворазовий чемпіон світу з автогонок у класі Формула-1.
- 4 серпня — Меган, герцогиня Сассекська, американська акторка та модель, дружина британського принца Гаррі.
- 5 серпня — Василь Лазарович, український співак.
- 8 серпня:
  - Роджер Федерер, швейцарський тенісист-професіонал.
  - Арель Скаат, ізраїльський співак.
- 14 серпня — Наталка Карпа, українська співачка.
- 20 серпня — Бен Барнс, англійський актор театру і кіно, співак.
- 4 вересня — Бейонсе Ноулз, американська акторка та співачка у стилі R&B.
- 8 вересня — Золкін Володимир, український журналіст, ютубер і активіст.
- 9 вересня — Милош Єлич, сербський музикант, клавішник і аранжувальник гурту «Океан Ельзи».
- 12 вересня — Дженніфер Гадсон, американська акторка та співачка.
- 24 вересня — Лариса Білозір, українська громадська діячка, політик, народний депутат України IX скликання.
- 26 вересня — Серена Вільямс, американська тенісистка.
- 30 вересня:
  - Євген Гашенко, український актор, телеведучий, учасник проєктів «Дизель Студіо».
  - Сесілія Ахерн, ірландська письменниця.
- 3 жовтня — Златан Ібрагімович, шведський футболіст боснійського походження.
- 5 жовтня — Слава Варда, український легкоатлет, журналіст, теле- та радіоведучий.
- 7 жовтня — Степан Сус, єпископ Української Греко-Католицької Церкви.
- 14 жовтня — Олена Курта, українська акторка, поетеса і танцівниця.
- 15 жовтня — Альона Алимова, українська акторка театру та кіно.
- 19 жовтня — Хейкі Ковалайнен, фінський автогонщик, пілот Формули-1.
- 29 жовтня — Руслан Ротань, український футболіст.
- 30 жовтня — Іванка Трамп, американська бізнесвумен, фотомодель і письменниця. Донька політика Дональда Трампа.
- 31 жовтня — Дмитро Шуров, український музикант, соліст проєкту Pianoбой з 2009 року.
- 3 листопада — Євген Синельников, український режисер, телеведучий.
- 6 листопада — Роман Прима, український біатлоніст.
- 9 листопада — Ольга Айвазовська, українська громадська діячка.
- 11 листопада — Георгій Хостікоєв, український актор.
- 15 листопада - Кемський Сергій Олександрович, політолог, журналіст, громадський активіст, учасник Євромайдану.
- 19 листопада — Денис Малюська, український юрист, міністр юстиції України.
- 21 листопада — Пак Хе Су, південнокорейський актор
- 24 листопада — Бондарев Сергій Анатолійович, український програміст, позапартійний. Учасник Євромайдану. Герой України.
- 25 листопада — Хабі Алонсо, іспанський футболіст.
- 26 листопада — Наташа Бедінгфілд, англійська співачка та композитор.
- 1 грудня — Пантелєєв Іван Миколайович, український громадянин, рок-музикант, соліст групи «Небо Мінуса». Учасник Євромайдану. Герой України.
- 2 грудня: 
  - Брітні Спірз, американська поп-співачка.
  - Кухарський Василь Анатолійович, український актор театру та кіно (пом 2023)
  - Артем Чапай, український письменник, перекладач, репортер і мандрівник.
- 3 грудня — Давід Вілья, колишній іспанський футболіст
- 11 грудня — Олексій Тритенко, український актор театру та кіно.
- 16 грудня — Крістен Ріттер, американська акторка, колишня модель.

## Померли
Див. також Категорія:Померли 1981, Список померлих 1981 року
- 5 січня — Гарольд Клейтон Юрі, американський хімік.
- 15 травня - Тарас Бульба-боровець, український націоналіст.
- 27 лютого — Жуан Ребуль, іспанський скульптор.
- 8 вересня — Юкава Хідекі, японський фізик.
- 19 жовтня — К'юзек Елен Дімфна, австралійська письменниця (нар.1902).

## Нобелівська премія
- з фізики: Ніколас Бломберген та Артур Леонард Шавлов — «За внесок у розвиток лазерної спектроскопії»; Кай Сігбан — «За внесок у розвиток електронної спектроскопії з високою роздільною здатністю»
- з хімії: Фукуі Кен'іті та Роалд Гоффман — «За розробку теорії перебігу хімічних реакцій»
- з медицини та фізіології: Роджер Сперрі — «За відкриття, що стосуються функціональної спеціалізації півкуль головного мозку»; Девід Гантер Г'юбел та Торстен Візел — «За відкриття, що стосуються принципів обробки інформації в зоровій системі»
- з економіки: Джеймс Тобін — «За аналіз стану фінансових ринків та їхній вплив на політику прийняття рішень у сфері витрат, на становище з безробіттям, виробництвом і цінами»
- з літератури: Еліас Канетті
- Нобелівська премія миру: Управління Верховного комісара ООН у справах біженців — «За невпинні і часто невдячні спроби надати допомогу біженцям і привернути увагу властей до їх потреб»